# Sojuz 8
Sojuz 8 (ryska: Союз-8) var en flygning i det sovjetiska rymdprogrammet. Farkosten sköts upp med en Sojuz-raket från Kosmodromen i Bajkonur den 13 oktober 1969. Tanken var att Sojuz 8 skulle docka med Sojuz 7 och att Sojuz 6 skulle fotografera dockningen. Någon dockning blev det aldrig, dockningsmekanismen på samtliga tre farkoster fallerade. Farkosten återinträdde i jordens atmosfär och landade i Sovjetunionen den 18 oktober 1969.